# محمد الصالح مزالي
محمد الصالح مزالي: ولد في المنستير يوم 11 فيفري 1896 وتوفي عام 1984، رجل تعليم ومؤرخ وسياسي تونسي تقلد الوزارة الكبرى لفترة وجيزة قبيل الاستقلال.

## أصله وتكوينه
ينحدر محمد الصالح مزالي من عائلة عمل أعضاؤها في القضاء والجيش والإدارة. درس بالمدرسة الصادقية بتونس وبمعهد كارنو وأنهى تعليمه العالي بالحصول على الدكتوراه في الحقوق والعلوم السياسية والاقتصادية، كما قد أسندت إليه الدكتوراه الفخرية في الفلسفة.

## مسيرته

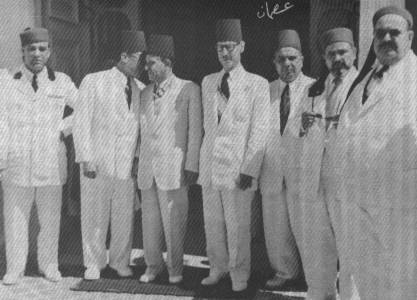
وزير التجارة محمد الصالح مزالي (الثاني من اليمين) مع زملاءه في حكومة محمد شنيق

عمل محمد الصالح مزالي في الإدارة التونسية لمدة ثلاثين سنة، في قسم الدولة التابع للوزارة الكبرى، وفي وزارة العدلية، ثم عين عاملا أي واليا على بنزرت، كما عمل في الأرشيف العام للحكومة التونسية. وبالتوازي مع ذلك درّس لمدة عشرين سنة في المدرسة الصادقية، وفي مدرسة الحقوق وفي المدرسة العليا للتجارة. وعمل طيلة عشر سنوات في الوظيفة الحكومية، في وزارات الأوقاف والصحة العمومية والشؤون الاجتماعية والتجارة والصناعة والفلاحة. وفي حكومة محمد شنيق التي تشكلت في أوت 1950 أسندت إليه وزارة التجارة والصناعة والصناعات التقليدية. وفي عام 1954 عين وزيرا أكبر، في فترة مد للحركة الوطنية وتردد للاستعمار الفرنسي، ولما عرض الإصلاحات التي تحمل اسمه واسم المقيم العام الفرنسي (إصلاحات مزالي -فوازار) التي لقيت معارضة شديدة من قبل الحركة الوطنية  ولم يستمر في منصبه إلا بضعة أشهر.

## مؤلفاته
ألف محمد الصالح مزالي العديد من الكتب التي نشرت بالعربية أو الفرنسية، نوردها فيما يلي:
- وثائق تونسية، من رسائل ابن أبي الضياف
- وثائق تونسية : أحوال تونس قبيل الاحتلال من خلال رسائل كونتي لخير الدين، وقد نشر بالعربية والفرنسية عام 1969.
- الوراثة على العرش الحسيني ومدى احترام نظامها، وقد نشر بالعربية والفرنسية عام 1969
- تطور تونس الاقتصادي 1881- 1920، وقد نشر أولا بالفرنسية، ونشر عام 1921 وقام بتعريبه الجامعي الهادي التيمومي ونشر عن بيت الحكمة عام 1990.
- بايات تونس وملك الفرنسيين (Les beys de Tunis et le roi des Français)، نشر بالفرنسية بتونس عام 1976 ثم عام 1981.
- خير الدين، رجل الدولة: وثائق تاريخية محققة (Khérédine homme d'état : documents historiques annotés)، وقد صدر عام 1971
- المذكرات (Au fil de ma vie)، وقد صدرت عام 1972.[4]

وبالإضافة إلى ذلك كان محمد الصالح مزالي هيئة تحرير المجلة التونسية التي كان يصدرها معهد قرطاج وكان في نفس الوقت عضو الهيئة الإدارية
لهذا المعهد. كما كان يتعاون مع مجلة المجلة الزيتونية.

## إشارات مرجعية
1. ↑   https://www.leaders.com.tn/article/35420-mohamed-salah-mzali-revient-un-livre-un-colloque-et-un-site-web-a-l-initiative-d-elyes-jouini. {{استشهاد ويب}}: |url= بحاجة لعنوان (مساعدة) والوسيط |title= غير موجود أو فارغ (من ويكي بيانات) (مساعدة)
2. ↑  http://216.183.87.220/m2/gouvernement50.html حكومة شنيق نسخة محفوظة 2012-07-14 على موقع واي باك مشين.
3. ↑  محمد الصالح مزالي، تطور تونس الاقتصادي 1881-1920، تعريب الهادي التيمومي، بيت الحكمة، تونس 1990، ص 7
4. ↑  Leaders: News et Actualité de la Tunisie et du monde نسخة محفوظة 04 مارس 2010 على موقع واي باك مشين.

| سبقه محمد شنيق | وزير أكبر (تونس) 2 مارس 1954 -6 جويلية 1954- | تبعه الطاهر بن عمار |